# Samling (Anna Järvinen samlingsalbum)
Samling är det första samlingsalbumet av den svenska artisten Anna Järvinen, utgivet 27 februari 2013 på Stranded Rekords. Samlingen består av 11 låtar från hennes tre första skivor utgivna 2007-2011 samt hennes bidrag till Melodifestivalen 2013, Porslin, skriven av Martin Elisson och Björn Olsson.

## Låtlista
Låtarna skrivna av Anna Järvinen där inget annat anges.
1. "Porslin" - 3:02 (skriven av Martin Elisson och Björn Olsson)[1]
2. "Lilla Anna" - 2:54[1]
3. "Äppelöga" - 3:26 (skriven av Christopher Sander)[1]
4. "PS Tjörn" - 3:34[1]
5. "Vals för Anna" - 5:23[1]
6. "Boulevarden" - 5:39[1]
7. "Låt det dö" - 3:55[1]
8. "Götgatan" - 3:55[1]
9. "Är det det här det handlar om" - 4:45[1]
10. "Ruth" - 4:38[1]
11. "Ångrar inget" - 4:05[1]
12. "Kom hem" - 5:01[1]